# Dominerade konvergenssatsen
Dominerade konvergenssatsen förkunnar att om {\displaystyle \mu } är ett mått på en mängd {\displaystyle X}, {\displaystyle f_{n}} är en följd av funktioner på {\displaystyle X} som är  integrerbara med avseende på {\displaystyle \mu }, sådana att de antingen konvergerar nästan överallt till en funktion {\displaystyle f}, vilket kan formuleras som att
{\displaystyle \mu \{\,x:|f_{n}(x)-f(x)|>\varepsilon \,\}\to 0,\quad n\to \infty }
för varje {\displaystyle \varepsilon >0},  och att {\displaystyle |f_{n}|\leq |g|}, där {\displaystyle g} är en integrerbar funktion, så är {\displaystyle f} integrerbar och
{\displaystyle \lim _{n\rightarrow \infty }\int |f_{n}-f|\,\mathrm {d} \mu =0.}

## Bevis
Satsen kan bevisas enligt följande. Antag först att 
{\displaystyle \mu \{\,x:|f_{n}(x)-f(x)|>\varepsilon \,\}\to 0,\quad n\to \infty }
för varje {\displaystyle \varepsilon >0}. Låt {\displaystyle E=\bigcup _{n=1}^{\infty }\{\,x:f_{n}(x)\neq 0\,\}.} Då är {\displaystyle E} en {\displaystyle \sigma }-ändlig mängd, vilket är uppenbart om {\displaystyle \mu } är ett {\displaystyle \sigma }-ändligt mått och eljest är en direkt följd av att {\displaystyle f_{n}} är integrerbara funktioner. Sålunda kan {\displaystyle E} skrivas som en union
{\displaystyle E=\bigcup _{k=1}^{\infty }E_{k},}
där {\displaystyle E_{k}\subset E_{k+1}} och {\displaystyle \mu (E_{k})<\infty }.
Låt {\displaystyle F_{k}=E\setminus E_{k}}. Då är
{\displaystyle \int _{F_{k}}|f_{m}-f_{n}|\,\mathrm {d} \mu \leq \int _{F_{k}}(|f_{m}|+|f_{n}|)\,\mathrm {d} \mu \leq 2\int _{F_{k}}g\,\mathrm {d} \mu .}
Det följer att det för varje {\displaystyle \varepsilon _{0}>0} finns ett tal {\displaystyle k_{0}} sådant att
{\displaystyle \int _{F_{k}}|f_{m}-f_{n}|\,\mathrm {d} \mu <\varepsilon _{0},\quad k\geq k_{0},}
gäller för varje {\displaystyle m} och {\displaystyle n}, alldenstund {\displaystyle \int _{F_{k}}g\,\mathrm {d} \mu \to 0}, när {\displaystyle k\to \infty }.
Låt {\displaystyle G_{m,n}=\{\,x:|f_{m}(x)-f_{n}(x)|\geq \varepsilon _{1}\,\}}. Då är
{\displaystyle \int _{E_{k}}|f_{m}-f_{n}|\,\mathrm {d} \mu =\int _{E_{k}\setminus G_{m,n}}|f_{m}-f_{n}|\,\mathrm {d} \mu +\int _{E_{k}\cap G_{m,n}}|f_{m}-f_{n}|\,\mathrm {d} \mu \leq \varepsilon _{1}\mu (E_{k})+2\int _{E_{k}\cap G_{m,n}}g\,\mathrm {d} \mu .}
Ur antagandet om funktionerna {\displaystyle f_{n}} följer att {\displaystyle \mu (G_{m,n})\to 0} när {\displaystyle m,n\to \infty }. Sålunda finns ett tal {\displaystyle n_{0}} sådant att
{\displaystyle 2\int _{E_{k}\cap G_{m,n}}g\,\mathrm {d} \mu <\varepsilon _{1},}
gäller för varje {\displaystyle m\geq n\geq n_{0}}. Detta ger nu att
{\displaystyle \int |f_{m}-f_{n}|\,\mathrm {d} \mu =\int _{F_{k}}|f_{m}-f_{n}|\,\mathrm {d} \mu +\int _{E_{k}}|f_{m}-f_{n}|\,\mathrm {d} \mu \leq \varepsilon _{0}+\varepsilon _{1}\mu (E_{k})+\varepsilon _{1},}
om {\displaystyle m\geq n\geq n_{0}} och {\displaystyle k\geq k_{0}}. Härav följer att
{\displaystyle \limsup _{m,n\to \infty }\int |f_{m}-f_{n}|\,\mathrm {d} \mu \leq \varepsilon _{0}+\varepsilon _{1}\mu (E_{k})+\varepsilon _{1},}
och sålunda gäller att
{\displaystyle \limsup _{m,n\to \infty }\int |f_{m}-f_{n}|\,\mathrm {d} \mu \leq \varepsilon _{0},}
eftersom {\displaystyle \mu (E_{k})<0}. Det är nu lätt att se att
{\displaystyle \lim _{n\to \infty }\int |f_{n}-f|\,\mathrm {d} \mu =0,}
vilket bevisar satsen.
För att visa satsen när {\displaystyle f_{n}} konvergerar till {\displaystyle f} nästan överallt, räcker det att visa att 
{\displaystyle \mu \{\,x:|f_{n}(x)-f(x)|>\varepsilon \,\}\to 0,\quad n\to \infty }
för varje {\displaystyle \varepsilon >0}. Låt
{\displaystyle E_{n}=\bigcup _{k=n}^{\infty }\{\,x:|f_{k}(x)-f(x)|\geq \varepsilon \,\}\subset \{\,x:g(x)\geq \varepsilon /2\,\}.}
Eftersom {\displaystyle g} är integrerbar så är {\displaystyle \mu (E_{n})<\infty } och eftersom {\displaystyle \lim _{n\to \infty }f_{n}=f} nästan överallt så är {\displaystyle \mu (\bigcap _{n=1}^{\infty }E_{n})=0}. Det följer att {\displaystyle \lim _{n\to \infty }\mu (E_{n})=0}. Enär {\displaystyle \{\,x:|f_{n}(x)-f(x)|\geq \varepsilon \,\}\subset E_{n}}, följer det att
{\displaystyle \mu \{\,x:|f_{n}(x)-f(x)|>\varepsilon \,\}\to 0,\quad n\to \infty }
för varje {\displaystyle \varepsilon >0}. Detta slutför beviset av satsen.